# Buse augure
Buteo augur
Espèce
Statut de conservation UICN

 LC  : Préoccupation mineure
Statut CITES
La Buse augure (Buteo augur) est une espèce de rapaces diurnes de la famille des Accipitridae.

## Description

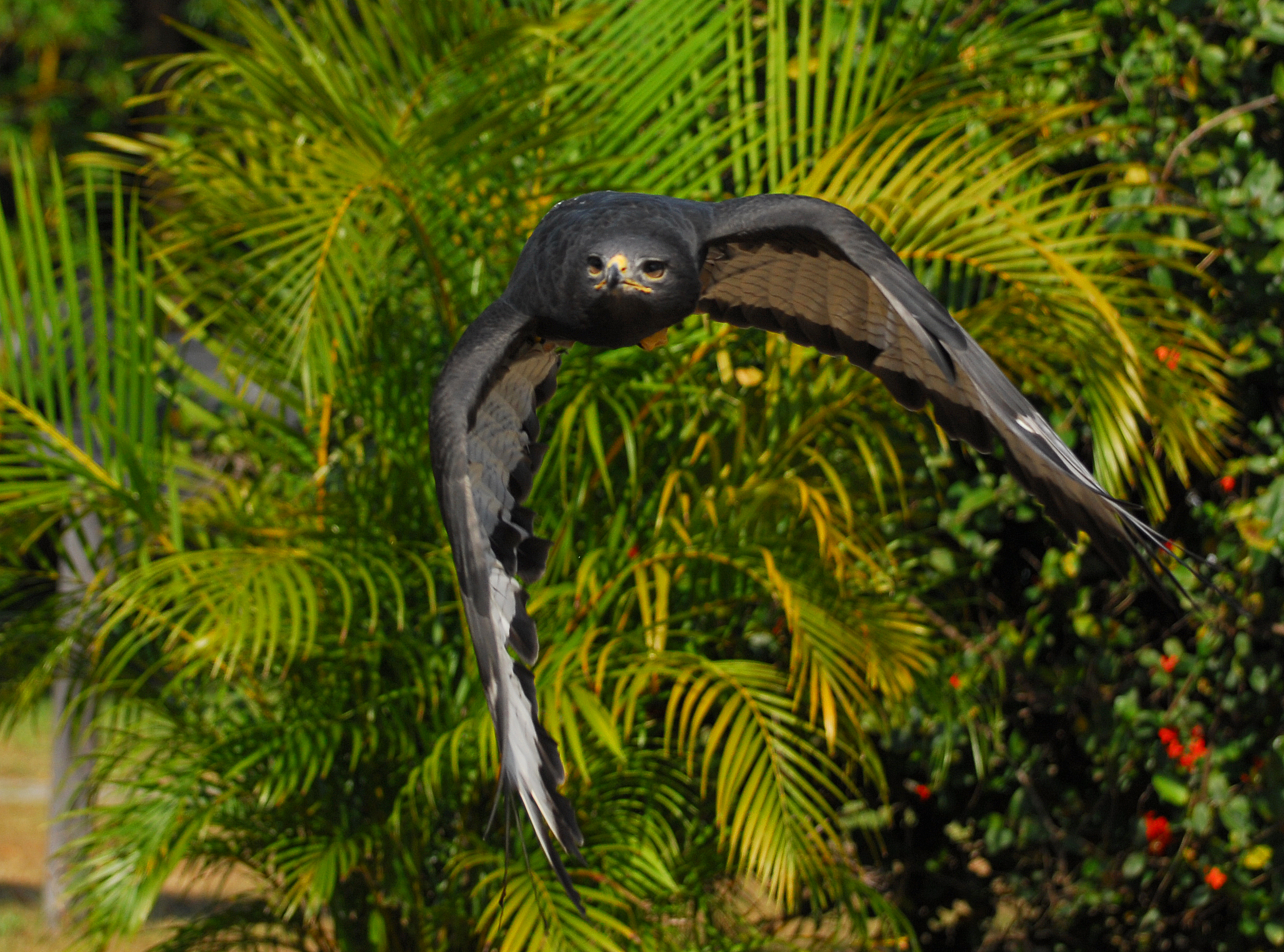
buse augure en vol

Son aire s'étend à travers l'Afrique de l'Est (rare dans la corne de l'Afrique) et l'ouest de l'Angola et de la Namibie.

## Sous-espèces
D'après la classification de référence (version 14.1, 2024) de l'Union internationale des ornithologues, la Buse augure possède 2 sous-espèces (ordre philogénique) : 
- Buteo augur archeri Sclater, WL, 1918 ;
- Buteo augur augur (Rüppell, 1836).

### Galerie

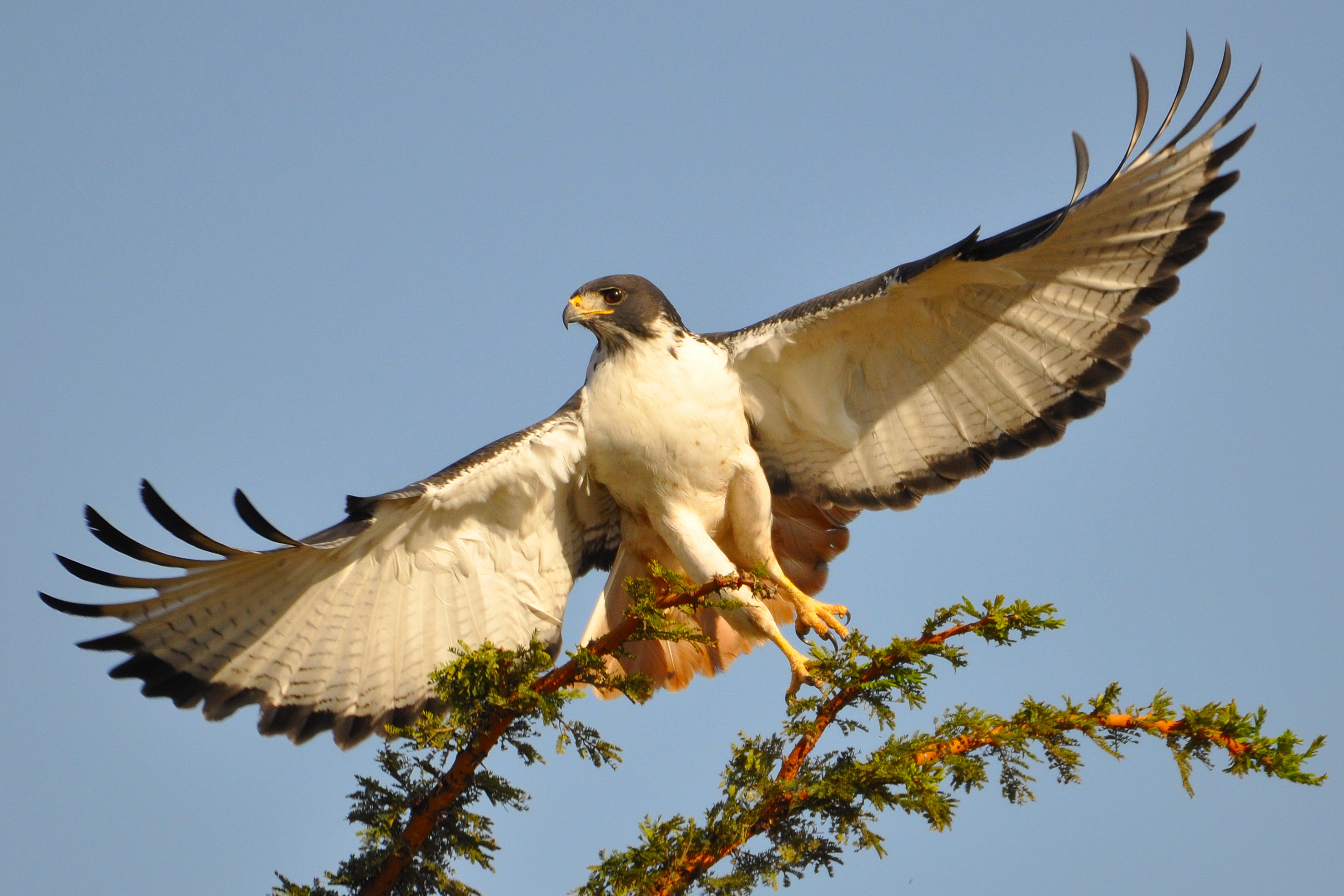
prenant son envol dans le parc national du Serengeti.
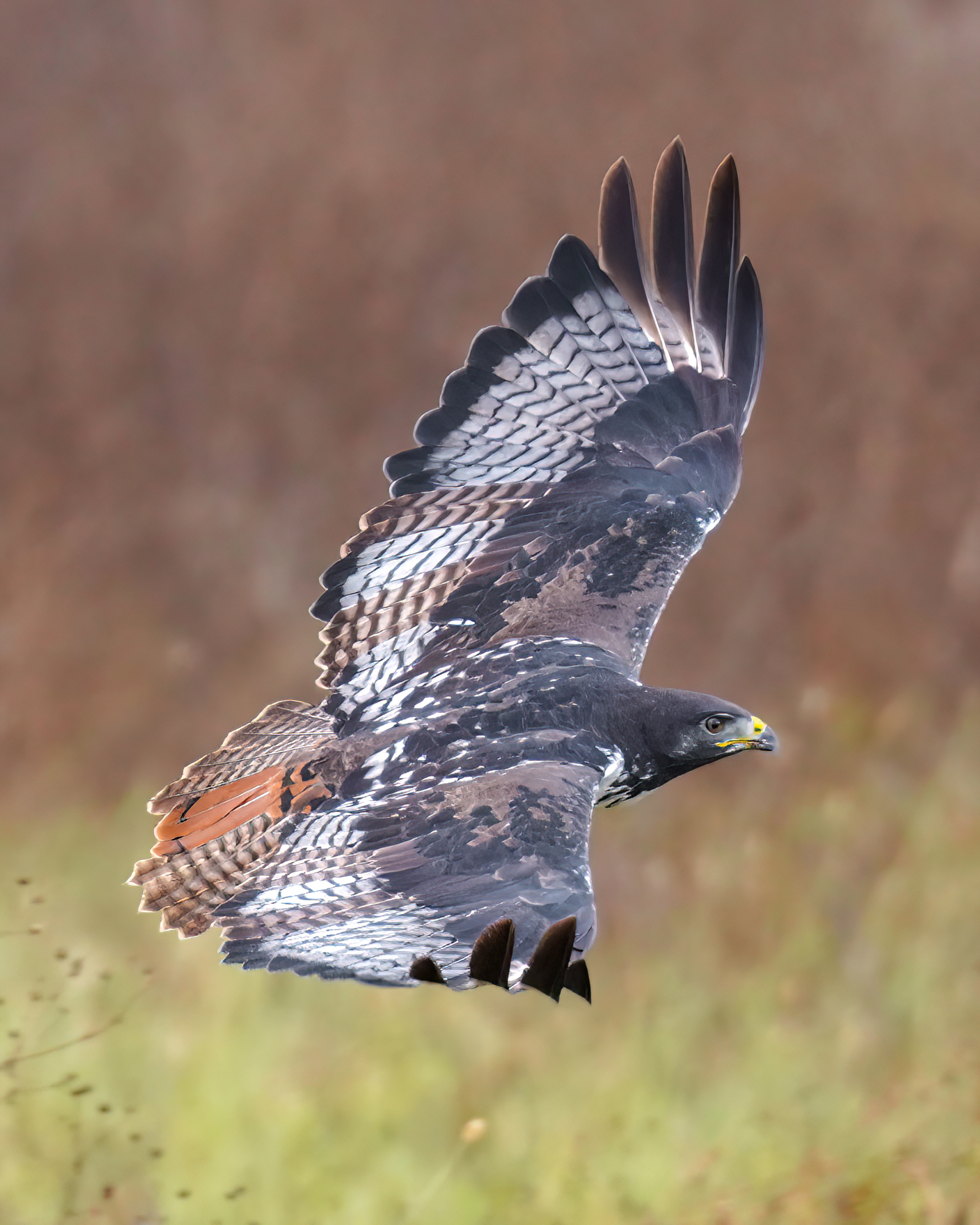
Buse augure en vol, vue des plumes supérieures
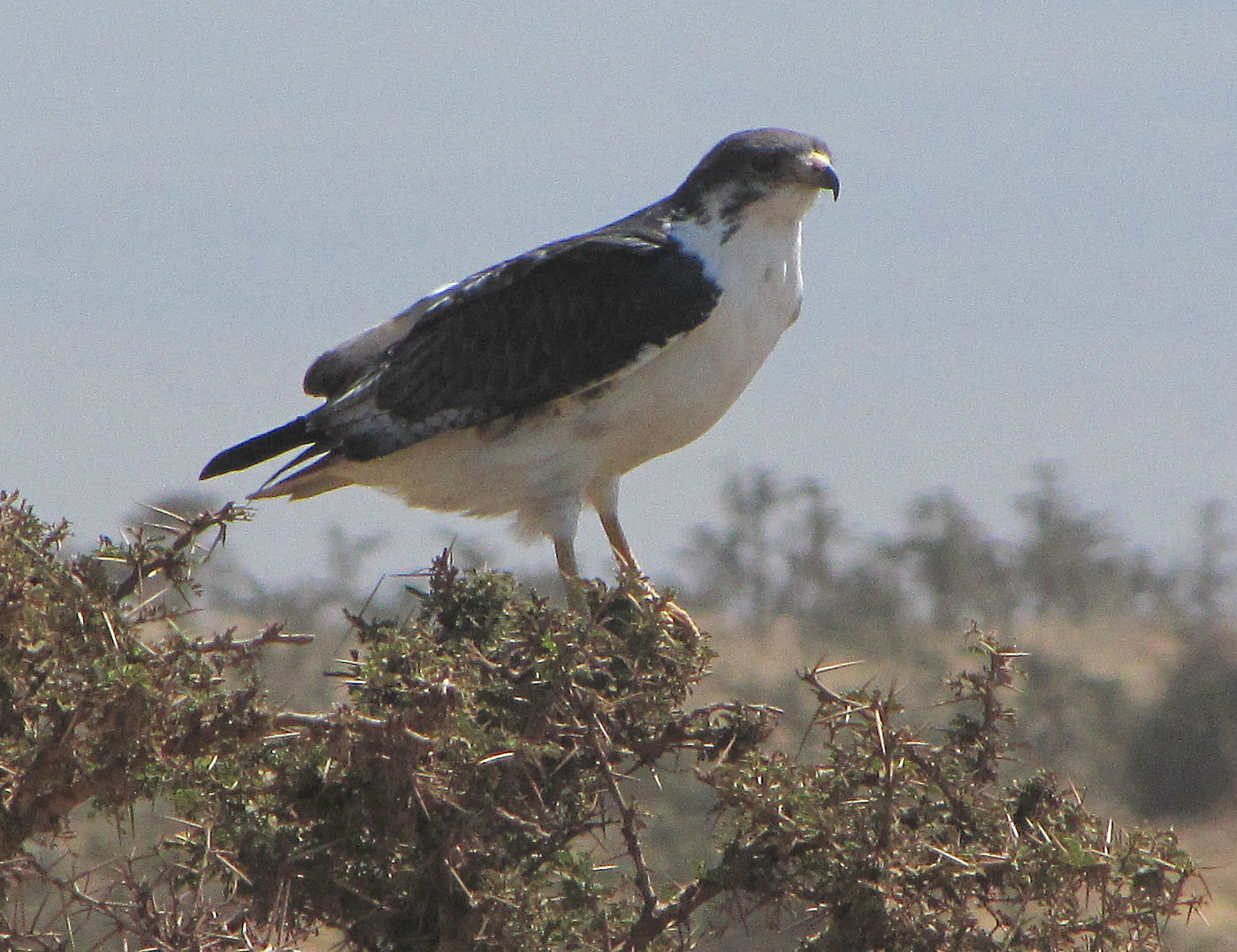
lac Manyara (Tanzanie)
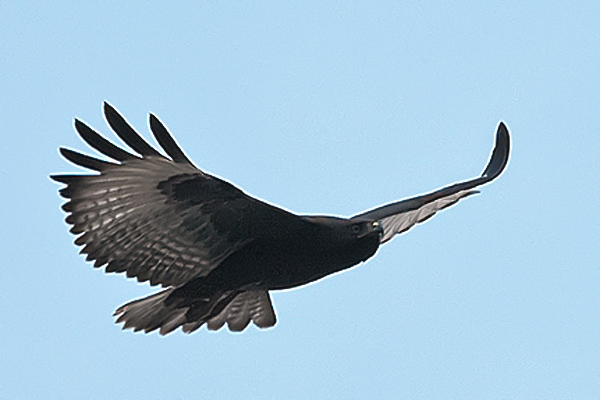
en vol, près de Kisoro (Ouganda)
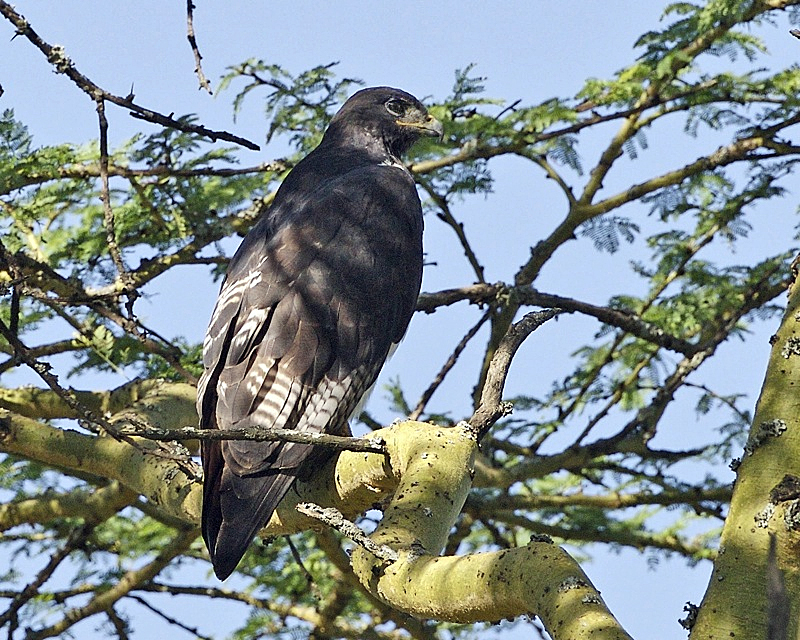
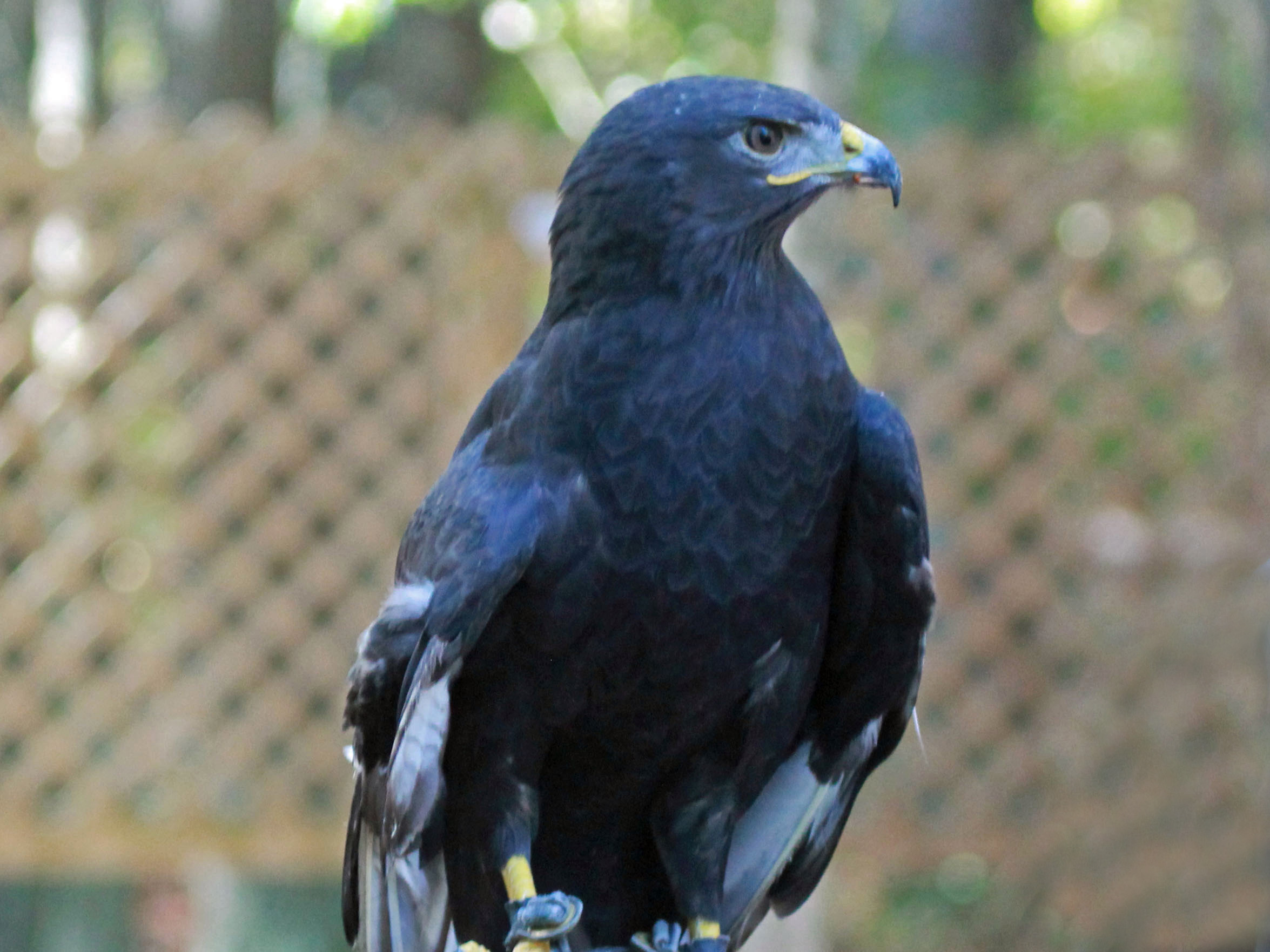
au Carolina Raptor Center

### Liens et références
1. ↑  « Hoatzin, New World vultures, Secretarybird, raptors – IOC World Bird List », sur www.worldbirdnames.org (consulté le 29 juin 2024)